# Nolana aplocaryoides
Nolana aplocaryoides är en potatisväxtart som först beskrevs av Gaudichaud, och fick sitt nu gällande namn av Ivan Murray Johnston. Nolana aplocaryoides ingår i släktet cymbalblommor, och familjen potatisväxter. Inga underarter finns listade i Catalogue of Life.